# 황금독수리
"황금독수리"는 1971년에 개봉한 대한민국의 영화이다.

## 캐스팅
- 김희라
- 최지희
- 황해
- 독고성
- 윤양하
- 박암
- 이낙훈
- 조덕성
- 황백
- 이예민
- 윤일주
- 최준
- 양일민
- 조석근
- 이영호
- 김주오
- 지용남
- 최재호
- 황인철
- 김광일
- 이동출
- 배수천